# Niszczyciele min typu Tripartite
Niszczyciele min typu Tripartite – typ niszczycieli min opracowanych wspólnie przez Belgię, Francję i Holandię, które zaczęły wchodzić do służby w 1983.

## Historia
Rosnące zagrożenie minowe, spowodowane postępem technicznym w konstrukcji nowych typów min morskich sprawiło, że nastąpiła potrzeba zastąpienia służących do tej pory do ich zwalczania klasycznych trałowców. Nowa metoda zwalczania min została opracowana w Wielkiej Brytanii w drugiej połowie lat 60. XX wieku: zakładała ona wykrywanie i zlokalizowanie min przez odpowiednie sonary, a następnie ich selektywne niszczenie przy pomocy bezzałogowych pojazdów podwodnych. Początkowo system ten Brytyjczycy umieścili na kilkunastu zbudowanych w latach 50. trałowcach typu Ton z drewnianymi kadłubami, które po przebudowie dały początek klasie niszczycieli min.
Proces zaprojektowania i budowy nowych jednostek tej klasy był bardzo kosztowny, gdyż trzeba było nie tylko wybrać i wykonać odpowiedni małomagnetyczny materiał na kadłub jednostek, ale też wyposażyć je w zaawansowane systemy elektroniczne służące do wykrywania i niszczenia małych obiektów podwodnych. Stworzenie takiego okrętu było jednak dla krajów Europy Zachodniej koniecznością, gdyż na początku lat 70. w służbie flot NATO znajdowały się niemal wyłącznie przestarzałe trałowce (z wyjątkiem sześciu nowoczesnych jednostek typu Circé, wprowadzonych do służby we francuskiej Marine nationale w latach 1969–1973). Aby rozłożyć koszty projektu nowych okrętów, współpracę nawiązały trzy państwa: Belgia, Francja i Holandia, stąd opracowany wspólnie projekt otrzymał nazwę Tripartite (pol. trójprzymierze). Projektanci trzech krajów razem stworzyli ogólną koncepcję okrętu oraz projekt jego kadłuba, bazując na rozwiązaniach zastosowanych w typie Circé; dalszy podział obowiązków zakładał opracowanie przez Belgów instalacji elektrycznej i systemu niszczenia min, Francuzi mieli zaprojektować wyposażenie trałowe i systemy elektroniczne, zaś domeną Holendrów była siłownia główna.
Niszczyciele min typu Tripartite zostały zaprojektowane w latach 1973–1976. Łącznie w latach 1977–1995 zbudowanych zostało 40 okrętów tego typu: 10 dla Belgii, 10 dla Francji (określane tam jako typ Éridan), 15 dla Holandii (nazwane typem Alkmaar) oraz trzy jednostki dla Pakistanu i dwie dla Indonezji. Kompleks sonarowy jest w stanie wykrywać miny oraz obiekty minopodobne z odległości do 500 metrów i na głębokości maksymalnie 80 metrów oraz określić ich położenie z dokładnością do 15 metrów (na małej głębokości obiektu) przy stanie morza 5, a także wykonywać tradycyjne zadania trałowania.
Stępkę pod pierwszy okręt typu przeznaczony dla Francji „Eridan” (M641) położono 20 grudnia 1977. Wodowanie nastąpiło 2 lutego 1979, wejście do służby 16 kwietnia 1984.

## Zbudowane okręty

### Francja
W stoczni Lorient zbudowano 11 okrętów dla marynarki francuskiej oraz jeden dla Pakistanu. Francuskie okręty otrzymały oznaczenie typ Eridan. Ponadto jeden z francuskich okrętów został sprzedany do Pakistanu, a w Pakistanie zbudowano jeszcze jeden. Francja nabyła później trzy wycofane belgijskie jednostki.

### Holandia
W stoczni van der Giessen zbudowano dla Holandii 15 okrętów oznaczonych jako typ Alkmaar. Dalsze dwa zbudowano dla Indonezji.
Na podstawie umowy z 2005 roku, pięć okrętów służących w Holandii i wycofanych w latach 2000-2002 przekazano Łotwie, za cenę 69,4 mln USD („Alkmaar”, „Dordrecht”, „Delfzijl”, „Harlingen”, „Scheveningen”). Dalsze dwa sprzedano do Bułgarii.

### Belgia
W stoczni Beliard zbudowano 10 okrętów oznaczonych jako typ Aster. Trzy z nich sprzedano później do Francji, a jeden do Bułgarii.

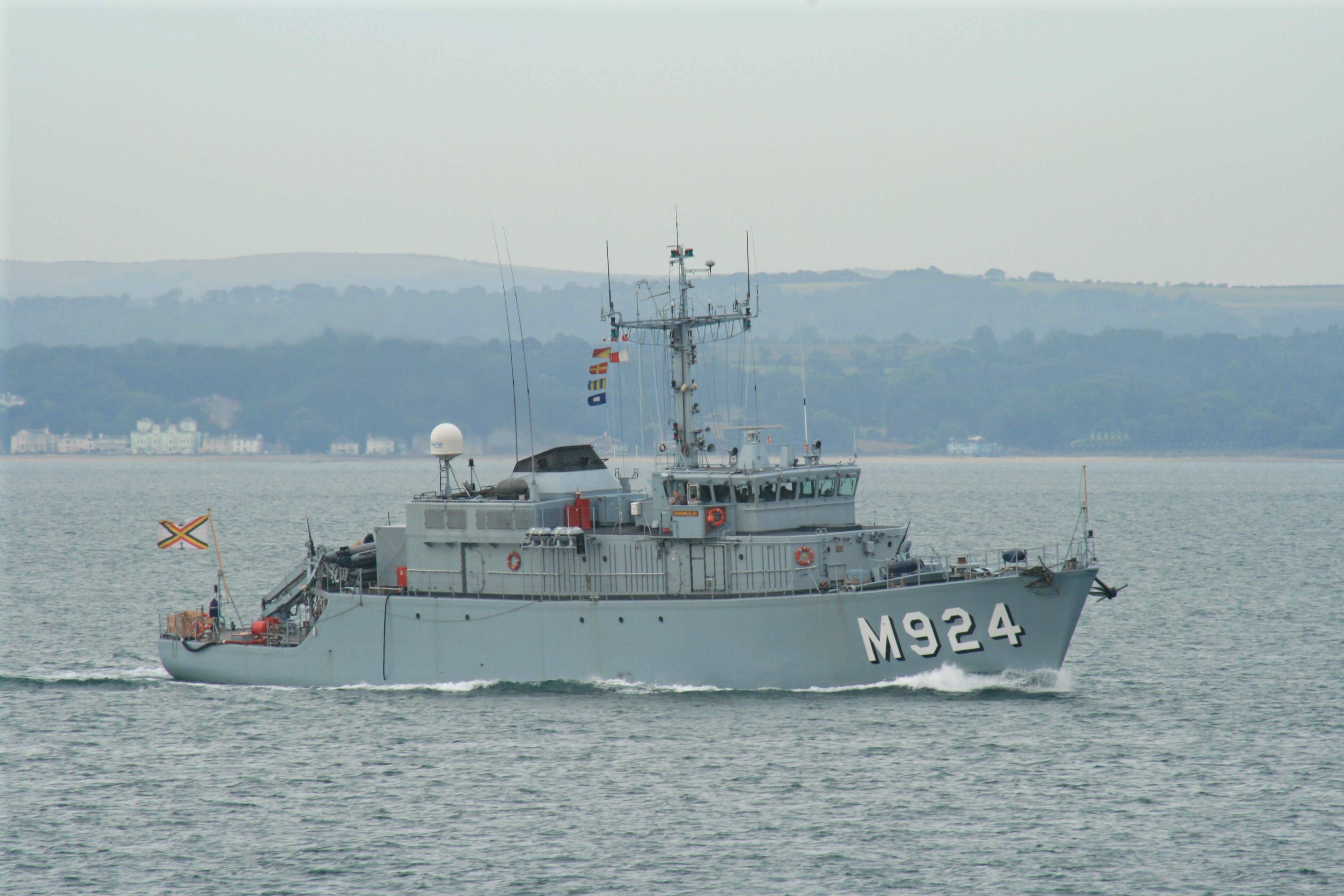
BNS Primula
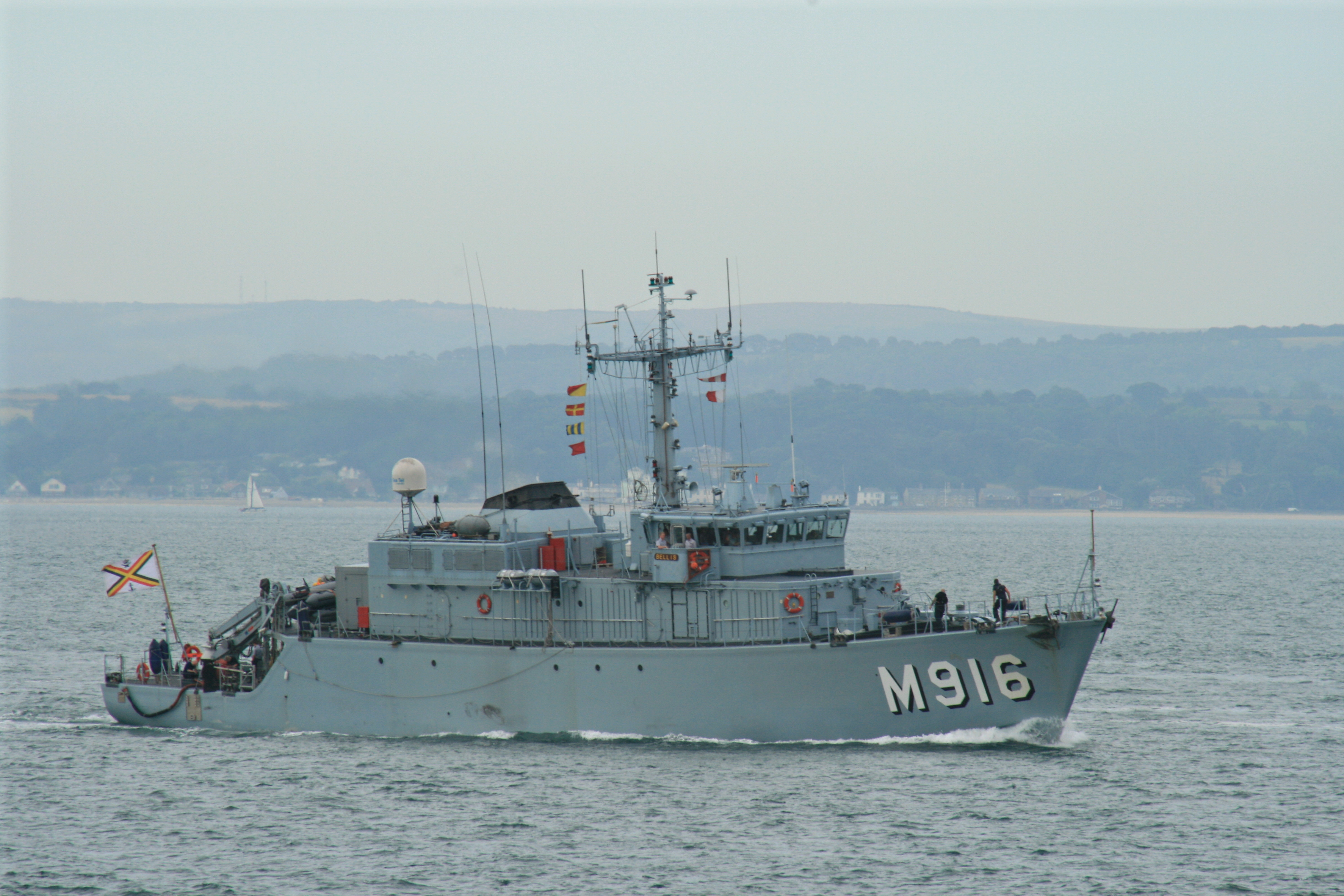
BNS Bellis